# Базанов Яків Іванович
Яків Іванович Базанов (1892, село Салаварово Повенецького повіту Олонецької губернії, тепер Республіка Карелія, Російська Федерація — 1971, місто Москва, тепер Російська Федерація) — радянський діяч. Член Центральної контрольної комісії РКП(б) у 1924—1925 роках. Член ВЦВК 3-го скликання.

## Життєпис
Народився в родині столяра. Працював друкарем у Москві. 
Член РСДРП з 1910 року.
За революційну діяльність був заарештований, перебував на засланні.
З 1917 року — секретар Басманного районного комітету РСДРП(б) міста Москви. Учасник жовтневого перевороту 1917 року в Москві.
Учасник громадянської війни в Росії.
З 1920 року — на радянській та партійній роботі. З 1921 року — в апараті Московського комітету РКП(б).
У 1923—1925 роках — член президії Контрольної комісії Московської організації РКП(б).
У 1927 році закінчив Комуністичний університет імені Свердлова.
У 1927—1933 роках — на кооперативній роботі в Західно-Сибірському краї.
У 1933—1935 роках — начальник політичного відділу Кразовської районної машинно-тракторної станції Курської області.
У 1935—1937 роках — відповідальний секретар Ново-Оскольського районного комітету ВКП(б) Курської області.
З 1937 року працював у системі Народного комісаріату шляхів сполучення СРСР, був на відповідальній профспілковій роботі.
Потім — персональний пенсіонер у Москві.
Помер у 1971 році в Москві. Похований на Новодівичому цвинтарі Москви.

## Родина
Дружина — Марія Володимирівна (1885—1974), член РСДРП з 1905 року, доцент Комуністичного університету трудящих Сходу імені Сталіна. Сини: Борис (1919–1942), Лев (1921–1941), Спартак (1925–1945). Дочка — Галина Полтавська (1917–2007).